# Campionato delle nazioni africane 2022
Il campionato delle nazioni africane 2022 è la settima edizione della competizione omonima, che si distingue dalla Coppa delle nazioni africane per via della possibilità per ogni nazionale di convocare solo calciatori che giocano nel proprio campionato nazionale.
Il torneo si tiene in Algeria e vede la partecipazione di 18 squadre. Previsto inizialmente per gennaio-febbraio del 2022, è stato rinviato a causa della pandemia di COVID-19 al gennaio 2023. Il Marocco campione in carica per due volte consecutive del torneo si è ritirato dal medesimo per non aver potuto viaggiare sul proprio aereo sponsorizzato con un volo diretto verso l'Algeria, stante la chiusura dello spazio aereo algerino agli aerei e ai voli marocchini a causa della rottura diplomatica tra i due paesi del 2021.

## Squadre partecipanti
Gli anni in grassetto indicano che la nazione ha vinto tale edizione del torneo, mentre quelli in corsivo indicano la nazione ospitante.
| Zona            | Squadra             | Partecipazioni precedenti        |
| --------------- | ------------------- | -------------------------------- |
| Zona Nord       | Algeria (ospitante) | 1 (2011)                         |
| Zona Nord       | Marocco             | 4 (2014, 2016, 2018, 2020)       |
| Zona Nord       | Libia               | 4 (2009, 2014, 2018, 2020)       |
| Zona Ovest A    | Senegal             | 2 (2009, 2011)                   |
| Zona Ovest A    | Mali                | 4 (2011, 2014, 2016, 2020)       |
| Zona Ovest A    | Mauritania          | 2 (2014, 2018)                   |
| Zona Ovest B    | Costa d'Avorio      | 4 (2009, 2011, 2016, 2018)       |
| Zona Ovest B    | Niger               | 3 (2014, 2016, 2018)             |
| Zona Ovest B    | Ghana               | 3 (2009, 2011, 2014)             |
| Zona Centro     | Rep. del Congo      | 3 (2014, 2018, 2020)             |
| Zona Centro     | Camerun             | 4 (2011, 2016, 2018, 2020)       |
| Zona Centro     | RD del Congo        | 5 (2009, 2011, 2014, 2016, 2020) |
| Zona Centro-Est | Etiopia             | 2 (2014, 2016)                   |
| Zona Centro-Est | Uganda              | 5 (2011, 2014, 2016, 2018, 2020) |
| Zona Centro-Est | Sudan               | 2 (2011, 2018)                   |
| Zona Sud        | Angola              | 3 (2011, 2016, 2018)             |
| Zona Sud        | Madagascar          | Esordiente                       |
| Zona Sud        | Mozambico           | 1 (2014)                         |

## Stadi
Sono quattro le città che ospitano il torneo: Algeri, Costantina, Orano e Annaba per un totale di quattro stadi.
| Stadio Nelson Mandela   | Stadio Miloud Hadefi |
| Capienza: 40,784        | Capienza: 40,143     |
|                         |                      |
| Costantina              | Annaba               |
| Stadio Mohamed Hamlaoui | Stadio 19 maggio     |
| Capienza: 22,986        | Capienza: 58,100     |
|                         |                      |

## Arbitraggio
Qui sotto la lista dei 52 addetti all'arbitraggio annunciati per il torneo.
Arbitri
- Lotfi Bekouassa
- Djindo Louis Hougnandande
- Emery Niyongabo
- Blaise Yuven Ngwa
- Alhadi Allaou Mahamat
- Messie Nkounkou
- Kalilou Ibrahim Traoré
- Mohamed Adel
- Pierre Ghislain Atcho
- Ibrahim Mutaz
- Karim Sabry
- Abdelaziz Bouh
- Patrice Milazare
- Celso Armindo Alvação
- Samuel Uwikunda
- Daouda Gueye
- Tom Abongile
- Mahmood Ali Ismail
- Vincentia Amédomé
- Melki Mehrez

Assistenti arbitri
- Akram Abbes Zerhouni
- Sid Ali Brahim El Hamlaoui
- Ivanildo Meirelles De O Sanche Lopes
- Eric Ayimavo Ulrich Ayamr
- Sanou Habib Judicael
- Rodrigue Menye Mpele
- Adou Hermann Desire Ngoh
- Clemence Kanduku
- Hamedine Diba
- Ditsoga Boris Marlaise
- Abdul Aziz Bollel Jawo
- Kwasi Brobbey
- Modibo Samake
- Dieudonne Mutuyimana
- Dos Reis Abelmiro Montenegro
- Nouha Bangoura
- Hensley Petrousse
- Hamza Hagi Abdi

Addetti al VAR
- Lahlou Benbraham
- Pacifique Ndabihawenimana
- Mahmoud Ashor
- Bamlak Tessema Weyesa
- Daniel Laryea
- Peter Waweru Kamaku
- Samir Guezzaz
- Zakaria Brinsi
- Dahane Beida
- Issa Sy
- Mohammed Abdallah Ibrahim
- Haythem Guirat

## Fase a gironi

### Gruppo A

#### Classifica
| Pos. | Squadra   | Pt | G | V | N | P | GF | GS | DR |
| ---- | --------- | -- | - | - | - | - | -- | -- | -- |
| 1.   | Algeria   | 9  | 3 | 3 | 0 | 0 | 3  | 0  | +3 |
| 2.   | Mozambico | 4  | 3 | 1 | 1 | 1 | 3  | 3  | 0  |
| 3.   | Libia     | 3  | 3 | 1 | 0 | 2 | 5  | 5  | 0  |
| 4.   | Etiopia   | 1  | 3 | 0 | 1 | 2 | 1  | 4  | -3 |

#### Risultati
| Arbitro: | Tom Abongile |

|                    |           |  |
| Mahious 57’ (rig.) | Marcatori |  |

| Algeri 14 gennaio 2023, ore 14:00 | Etiopia           | 0 – 0 referto | Mozambico | Stadio Nelson Mandela\| Arbitro: \| Vincentia Amédomé \| |
| Arbitro:                          | Vincentia Amédomé |               |           |                                                          |

| Arbitro: | Samuel Uwikunda |

|                                  |           |                               |
| Melque 78’ Jone 80’ Lau King 85’ | Marcatori | 23’ (aut.) Chico 90+3’ Saltou |

| Arbitro: | Pierre Ghislain Atcho |

|             |           |  |
| Mahious 52’ | Marcatori |  |

| Arbitro: | Mahmood Ali Ismail |

|  |           |           |
|  | Marcatori | 7’ Dehiri |

| Arbitro: | Messie Nkounkou |

|                                         |           |                         |
| Abu Arqoub 44’ Al-Abbasi 50’ Saltou 78’ | Marcatori | 39’ (rig.) Gatoch Panom |

### Gruppo B

#### Classifica
| Pos. | Squadra        | Pt | G | V | N | P | GF | GS | DR |
| ---- | -------------- | -- | - | - | - | - | -- | -- | -- |
| 1.   | Senegal        | 6  | 3 | 2 | 0 | 1 | 4  | 1  | +3 |
| 2.   | Costa d'Avorio | 4  | 3 | 1 | 1 | 1 | 3  | 2  | +1 |
| 3.   | Uganda         | 4  | 3 | 1 | 1 | 1 | 2  | 3  | -1 |
| 4.   | RD del Congo   | 2  | 3 | 0 | 2 | 1 | 0  | 3  | -3 |

#### Risultati
| Annaba 14 gennaio 2023, ore 17:00 | RD del Congo     | 0 – 0 referto | Uganda | Stadio 19 maggio\| Arbitro: \| Patrice Milazare \| |
| Arbitro:                          | Patrice Milazare |               |        |                                                    |

| Arbitro: | Lotfi Bekouassa |

|  |           |            |
|  | Marcatori | 80’ Ndiaye |

| Annaba 18 gennaio 2023, ore 17:00 | RD del Congo | 0 – 0 referto | Costa d'Avorio | Stadio 19 maggio\| Arbitro: \| Mohamed Adel \| |
| Arbitro:                          | Mohamed Adel |               |                |                                                |

| Arbitro: | Mehrez Melki |

|  |           |            |
|  | Marcatori | 33’ Karisa |

| Arbitro: | Tom Abongile |

|                                       |           |  |
| Diouf 23’ Diallo 74’ Siadi 77’ (aut.) | Marcatori |  |

| Arbitro: | Blaise Yuven Ngwa |

|                   |           |                                    |
| Waiswa 34’ (rig.) | Marcatori | 12’ Karamoko 27’ Ouotro 78’ Kouamé |

### Gruppo C

#### Classifica
| Pos. | Squadra    | Pt | G | V | N | P | GF | GS | DR |
| ---- | ---------- | -- | - | - | - | - | -- | -- | -- |
| 1.   | Madagascar | 9  | 3 | 3 | 0 | 0 | 8  | 1  | +7 |
| 2.   | Ghana      | 6  | 3 | 2 | 0 | 1 | 7  | 3  | +4 |
| 3.   | Sudan      | 3  | 3 | 1 | 0 | 2 | 4  | 6  | -2 |
| 4.   | Marocco*   | 0  | 3 | 0 | 0 | 3 | 0  | 9  | -9 |

- Marocco ritirato dal torneo per problemi logistici

#### Risultati
| Costantina 15 gennaio 2023, ore 17:00 | Marocco | 0 – 3 | Sudan | Stadio Mohamed Hamlaoui |

| Arbitro: | Ibrahim Mutaz |

|                                         |           |              |
| Razafidranaivo 10’ Randriatsiferana 62’ | Marcatori | 68’ Agyapong |

| Costantina 19 gennaio 2023, ore 17:00 | Marocco | 0 – 3 | Madagascar | Stadio Mohamed Hamlaoui |

| Arbitro: | Alhadi Allaou Mahamat |

|                                             |           |          |
| Yiadom 45+3’ Afriyie 65’ (rig.) Suraj 90+8’ | Marcatori | 31’ Nouh |

| Costantina 23 gennaio 2023, ore 20:00 | Ghana | 3 – 0 | Marocco | Stadio Mohamed Hamlaoui |

| Arbitro: | Kalilou Ibrahim Traoré |

|  |           |                                                             |
|  | Marcatori | 13’ Randriatsiferana 30’ Razafidranaivo 33’ Rafanomezantsoa |

### Gruppo D

#### Classifica
| Pos. | Squadra    | Pt | G | V | N | P | GF | GS | DR |
| ---- | ---------- | -- | - | - | - | - | -- | -- | -- |
| 1.   | Mauritania | 4  | 2 | 1 | 1 | 0 | 1  | 0  | +1 |
| 2.   | Angola     | 2  | 2 | 0 | 2 | 0 | 3  | 3  | 0  |
| 3.   | Mali       | 1  | 2 | 0 | 1 | 1 | 3  | 4  | -1 |

#### Risultati
| Arbitro: | Karim Sabry |

|                                      |           |          |
| Sinayoko 23’ Diaby 79’ Coulibaly 83’ | Marcatori | 31’ Nouh |

| Orano 20 gennaio 2023, ore 17:00 | Angola                    | 0 – 0 referto | Mauritania | Stadio Miloud Hadefi\| Arbitro: \| Djindo Louis Hougnandande \| |
| Arbitro:                         | Djindo Louis Hougnandande |               |            |                                                                 |

| Arbitro: | Mohamed Adel |

|        |           |  |
| Sy 53’ | Marcatori |  |

### Gruppo E

#### Classifica
| Pos. | Squadra        | Pt | G | V | N | P | GF | GS | DR |
| ---- | -------------- | -- | - | - | - | - | -- | -- | -- |
| 1.   | Niger          | 4  | 2 | 1 | 1 | 0 | 1  | 0  | +1 |
| 2.   | Camerun        | 3  | 2 | 1 | 0 | 1 | 1  | 1  | 0  |
| 3.   | Rep. del Congo | 1  | 2 | 0 | 1 | 1 | 0  | 1  | -1 |

#### Risultati
| Arbitro: | Abdelaziz Bouh |

|             |           |  |
| Mbekeli 63’ | Marcatori |  |

| Orano 20 gennaio 2023, ore 20:00 | Rep. del Congo | 0 – 0 referto | Niger | Stadio Miloud Hadefi\| Arbitro: \| Daouda Gueye \| |
| Arbitro:                         | Daouda Gueye   |               |       |                                                    |

| Arbitro: | Celso Armindo Alvação |

|               |           |  |
| Badamassi 69’ | Marcatori |  |

## Fase a eliminazione diretta

### Tabellone
|  | Quarti di finale        | Quarti di finale    |                     |            | Semifinali                | Semifinali                |  |  | Finale             | Finale |
|  |                         |                     |                     |            |                           |                           |  |  |                    |        |
|  | 27 gennaio - Algeri     |                     |                     |            |                           |                           |  |  |                    |        |
|  |                         |                     |                     |            |                           |                           |  |  |                    |        |
|  | Algeria                 | 1                   |                     |            |                           |                           |  |  |                    |        |
|  | Algeria                 | 1                   | 31 gennaio - Orano  |            |                           |                           |  |  |                    |        |
|  | Costa d'Avorio          | 0                   |                     |            |                           |                           |  |  |                    |        |
|  | Costa d'Avorio          | 0                   | Algeria             | 5          |                           |                           |  |  |                    |        |
|  | 28 gennaio - Orano      |                     | Algeria             | 5          |                           |                           |  |  |                    |        |
|  |                         | Niger               | 0                   |            |                           |                           |  |  |                    |        |
|  | Niger                   | Niger               | 0                   | 2          |                           |                           |  |  |                    |        |
|  | Niger                   |                     | 4 febbraio - Algeri | 2          |                           |                           |  |  |                    |        |
|  | Ghana                   | 0                   |                     |            |                           |                           |  |  |                    |        |
|  | Ghana                   | 0                   | Algeria             | 0 (4)      |                           |                           |  |  |                    |        |
|  | 27 gennaio - Annaba     |                     | Algeria             | 0 (4)      |                           |                           |  |  |                    |        |
|  |                         | Senegal (dtr)       | 0 (5)               |            |                           |                           |  |  |                    |        |
|  | Senegal                 | Senegal (dtr)       | 0 (5)               | 1          |                           |                           |  |  |                    |        |
|  | Senegal                 | 31 gennaio - Algeri |                     | 1          |                           |                           |  |  |                    |        |
|  | Mauritania              | 0                   |                     |            |                           |                           |  |  |                    |        |
|  | Mauritania              | 0                   | Senegal             | 1          | Finale per il terzo posto | Finale per il terzo posto |  |  |                    |        |
|  | 28 gennaio - Costantina |                     | Senegal             | 1          | Finale per il terzo posto | Finale per il terzo posto |  |  |                    |        |
|  |                         | Madagascar          | 0                   |            |                           |                           |  |  |                    |        |
|  | Madagascar              | Madagascar          | 0                   | 3          | Niger                     | 0                         |  |  |                    |        |
|  | Madagascar              |                     |                     | 3          | Niger                     | 0                         |  |  |                    |        |
|  | Mozambico               | 1                   |                     | Madagascar | 1                         |                           |  |  |                    |        |
|  | Mozambico               | 1                   |                     |            | 1                         |                           |  |  |                    |        |
|  |                         |                     |                     |            |                           |                           |  |  | 3 febbraio - Orano |        |
|  |                         |                     |                     |            |                           |                           |  |  |                    |        |

### Quarti di finale
| Arbitro: | Abdelaziz Bouh |

|                      |           |  |
| Mahious 90+6’ (rig.) | Marcatori |  |

| Arbitro: | Lotfi Bekouassa |

|                   |           |  |
| Camara 34’ (rig.) | Marcatori |  |

| Arbitro: | Pierre Ghislain Atcho |

|                                                           |           |            |
| Razafindranaivo 18’ Razafindrakoto 67’ Ravelomanantsoa ?’ | Marcatori | 90+4’ Isac |

| Arbitro: | Samuel Uwikunda |

|                                 |           |  |
| Yiadom 11’ (aut.) Haïnikoye 49’ | Marcatori |  |

### Semifinali
| Arbitro: | Tom Abongile |

|                                                                       |           |  |
| Abdellaoui 15’ Aymen Mahious 24’, 34’ Katakoré 45’ (aut.) Bayazid 83’ | Marcatori |  |

| Arbitro: | Alhadi Allaou Mahamat |

|           |           |  |
| Diallo 5’ | Marcatori |  |

### Finale 3º posto
| Arbitro: | Mohamed Adel |

|  |           |                    |
|  | Marcatori | 90’ Razafindrakoto |

### Finale
| Arbitro: | Pierre Ghislain Atcho |

|                                                 |                      |                                              |
| Djahnit Draoui Bayazid Laouafi Mahious Kendouci | Tiri di rigore 4 – 5 | Baldé M. Ndiaye Kanté C. Ndiaye Camara Diouf |